# ميهو شينودا
ميهو شينودا (باليابانية: 信田美帆؛ بالكانا: しのだ みほ) هي لاعبة جمباز فني ومغنية يابانية، ولدت في 18 مايو 1972 في تاتشيكاوا في اليابان.

## وصلات خارجية
- الموقع الرسمي
- ميهو شينودا على موقع أوليمبيديا (الإنجليزية)
- ميهو شينودا على موقع ميوزك برينز (الإنجليزية)
- ميهو شينودا على موقع ديسكوغز (الإنجليزية)